# Donald Johnston
Donald Hendrik "Don" Johnston (født 30. september 1899, død 4. august 1984) var en amerikansk roer og olympisk guldvinder.

## Rokarriere
Johnston begyndte at ro i 1919 og havde staturen til at blive en god roer, hvilket han hurtigt udviklede sig til på det amerikanske flådeakademi i Annapolis. Han roede i akademiets otter, der blev udtaget til OL 1920 i Antwerpen. Resten af besætningen bestod af Virgil Jacomini, Ed Graves, Bill Jordan, Ed Moore, Zeke Sanborn, Vince Gallagher, Clyde King og styrmand Sherm Clark, og amerikanerne vandt deres indledende heat og semifinalen sikkert. I finalen mødte de den britiske båd, der ligeledes var gået ret sikkert til finalen, og efter at briterne var startet bedst og havde en klar føring midtvejs, men med 300 m tilbage satte amerikanerne deres sprint ind og indhentede briterne med 50 m tilbage og vandt med under et sekunds forspring.

## Videre karriere
Johnston blev senere officer i US Air Force, hvor han gjorde karriere, indtil han i 1952 blev pensioneret med rang af kaptajn.

## OL-medaljer
- 1920:  Guld i otter